# ماما کن
ماما کن (به لاتین: Mamma Cannes) یک منطقهٔ مسکونی در گرنادا است که در Saint Andrew Parish, Grenada واقع شده‌است. ماما کن ۱۱۲ متر بالاتر از سطح دریا واقع شده‌است.